# آمسس کاستریوتا
آمسس کاستریوتا (به لاتین: Ameses Castriota) یک نجیب‌زاده آلبانیایی در سده پانزدهم میلادی و برادرزاده جرج کاستریوتا اسکندربیگ بود. آمسس احتمالاً در سرزمین‌های امپراتوری عثمانی به دنیا آمد. او پس از مرگ پدرش استانیسا کاستریوتا، توسط عمویش اسکندربیگ بزرگ شد و در مأموریت‌های نظامی او شرکت کرد. پس از نبرد نیش، او به همراه اسکندربیگ ارتش عثمانی را ترک گفت، به مسیحیت گروید و نام خود را به برانیلو تغییر داد. او از شورش اسکندربیگ حمایت کرد و نایب فرمانده نیروهای اسکندربیگ بود که در سال ۱۴۴۳ کرویه را تصرف کردند.
در سال ۱۴۴۸، نیروهای اسکندربیگ تحت فرمان آمسس کاستریوتا و مارین اسپانی، قلعه متروکه شهر بالچ را اشغال کرده و بازسازی کردند و در آن سو اسکندربیگ نیز جنگ خود را علیه ونیز آغاز کرد. آمسس تمایلی به ماندن در قلعه نداشت و به دریواست رفت و مارین اسپان را با ۲٬۰۰۰ سرباز در بالچ گذاشت. مارین قلعه تازه بازسازی شده را ناامن یافت و به محض اطلاع از حرکت نیروهای بزرگ ونیزی به سمت بالچ، با سربازان خود به سمت داگنوم عقب‌نشینی کرد. نیروهای ونیزی بالچ را بازپس گرفتند، بخش‌های چوبی سازه را سوزاندند و دیوارهای بازسازی شده قلعه را تخریب کردند.
پس از ازدواج اسکندربیگ و ولادت پسرش جون، آمسس کاستریوتا تمامی امیدهایش را برای تصاحب میراث شاهزاده‌نشین کاستریوتا از دست داد. او در سال ۱۴۵۷، به سلطان محمد دوم پناه برد و بار دیگر به اسلام گروید. آمسس به همراه اساک‌بگ یکی از فرماندهان نیروهای عثمانی در نبرد اوجبرده بود. در این نبرد، آمسس توسط نیروهای اسکندربیگ اسیر شد و در ناپل به اتهام خیانت زندانی گردید. پس از آزادی، آمسس به همسر و فرزندانش در استانبول پیوست و به خدمت در مناصب عالی عثمانی ادامه داد. فقدان او به عنوان یک تراژدی برای آلبانی‌ها تلقی شد. آمسس که یکی از برجسته‌ترین ژنرال‌های اسکندربیگ بود، در میان سربازان محبوبیتی ویژه داشت؛ او پس از اسکندربیگ در بالاترین جایگاه قرار داشت. مورخان بر این باورند که با فقدان آمسس، اتحادیه لژه امید خود را برای ادامه مسیر اسکندربیگ از دست داد.